# Pierre Auguste Lajard
Pierre Auguste Lajard (né à Montpellier, le 20 avril 1757 - mort à Paris, le 12 juin 1837) est un officier de l'Ancien Régime, et une personnalité politique de la Révolution française et du Premier Empire. 

## Biographie sommaire
Fils de Barthélemy Lajard, président trésorier de la généralité de Montpellier et intendant des gabelles du Languedoc, il débuta dans la carrière militaire en 1773. Après avoir appartenu successivement aux régiments d'infanterie de Languedoc et de Médoc, il fut nommé capitaine du régiment de Maillebois. Il passa ensuite au bataillon de chasseurs des Ardennes. Aide-de-camp du général marquis de Lambert, il fut, sur la proposition du marquis de La Fayette, nommé premier aide-major général de la garde nationale parisienne. Il occupa ce poste jusqu'en 1792, entra alors dans le corps de l'état-major de l'armée comme Adjudant général avec le grade de colonel. 
Dans ses Mémoires d'Outre-Tombe, Chateaubriand mentionne que Lajard aurait destitué le capitaine Bonaparte pour s'être abstenu d’assister à une revue du régiment.
Proche des Feuillants, Lajard fut nommé ministre de la guerre par Louis XVI après le renvoi du girondin Joseph Servan (12 juin 1792) et la disgrâce de Dumouriez (16 juin). Il se montra zélé partisan de la monarchie constitutionnelle : il intervint, le 20 juin, en faveur du roi et de la famille royale, et, dans la Journée du 10 août 1792, s'efforça d'organiser la résistance à l'insurrection. Aussi, dès le 24 juillet, il fut dénoncé pour son attitude et décrété d'accusation. Il parvint à fuir en Angleterre et ne devait rentrer en France qu'avec la loi d'amnistie générale décrétée par Napoléon, sans toutefois pouvoir reprendre son grade dans la Grande Armée. Ayant été plus tard au nombre des candidats au Corps législatif présentés par les électeurs de Paris, Lajard fut, le 18 février 1803, élu député de la Seine par le Sénat conservateur, et conserva ce mandat jusqu'en 1814. L'empereur lui accordait une pension de 6 000 francs comme ancien ministre. Il se rallia à la Restauration et obtint de Louis XVIII le grade de maréchal de camp (14 juillet 1814). Mais après les Cent-Jours, faute de payer le cens, il ne put se représenter à la députation et se retira de la vie publique.